# Kup na Makedonija 2021-2022
La Coppa di Macedonia del Nord 2021-2022 (in macedone Куп на Македонија, Kup na Makedonija) è stata la trentesima edizione del torneo, iniziata il 15 settembre 2021 e terminata il 20 maggio 2022. Il Sileks Kratovo era la squadra campione in carica. Il Makedonija G.P. ha conquistato il trofeo per la seconda volta nella sua storia.

## Primo turno
Partecipano a questo turno 28 squadre: 11 provenienti dalla Prva liga, 14 dalla Vtora liga e 3 dalla Treta liga.
| Squadra 1          | Risultato       | Squadra 2        |
| ------------------ | --------------- | ---------------- |
| 15 settembre 2021  |                 |                  |
| Besa 1976          | 1 - 1 (3-4 dtr) | Skopje           |
| Detonit Junior     | 0 - 3           | Makedonija G.P.  |
| Korabi             | 1 - 2           | Belasica         |
| Gostivar           | 0 - 4           | Renova           |
| Ljuboten Tetovo    | 0 - 9           | Pelister         |
| Lokomotive Gradsko | 0 - 2           | Ohrid            |
| Novaci             | 0 - 2           | Tikveš Kavadarci |
| Pobeda             | 1 - 1 (4-5 dtr) | Vardar           |
| Sasa               | 0 - 2           | Struga           |
| Sloga Vinica       | 0 - 3           | Rabotnički       |
| Voska Sport        | 0 - 1           | Bregalnica Štip  |
| 22 settembre 2021  |                 |                  |
| Kit-Go Pehčevo     | 0 - 2           | Škendija         |
| New Stars          | 1 - 4           | Borec            |
| Veleshta           | 0 - 1           | Shkupi           |

## Ottavi di finale
A questo turno partecipano le 14 vincenti il primo turno e le finaliste dell'edizione precedente (Brera Strumica e Sileks Kratovo). Il sorteggio è stato effettuato il 28 settembre 2021.
| Squadra 1       | Risultato       | Squadra 2        |
| --------------- | --------------- | ---------------- |
| 20 ottobre 2021 |                 |                  |
| Brera Strumica  | 1 - 1 (3-5 dtr) | Makedonija G.P.  |
| Belasica        | 2 - 4           | Sileks Kratovo   |
| Bregalnica Štip | 4 - 0           | Ohrid            |
| Pelister        | 0 - 0 (5-4 dtr) | Rabotnički       |
| Škendija        | 5 - 0           | Renova           |
| Shkupi          | 1 - 0           | Tikveš Kavadarci |
| Struga          | 1 - 1 (5-4 dtr) | Borec            |
| Vardar          | 0 - 0 (4-2 dtr) | Skopje           |

## Quarti di finale
Il sorteggio è stato effettuato il 2 novembre 2021.
| Squadra 1        | Risultato       | Squadra 2       |
| ---------------- | --------------- | --------------- |
| 1º dicembre 2021 |                 |                 |
| Makedonija G.P.  | 0 - 0 (4-1 dtr) | Shkupi          |
| Škendija         | 0 - 0 (3-4 dtr) | Struga          |
| Sileks Kratovo   | 1 - 1 (5-4 dtr) | Bregalnica Štip |
| 15 dicembre 2021 |                 |                 |
| Pelister         | 0 - 0 (3-2 dtr) | Vardar          |

## Semifinali
Il sorteggio è stato effettuato il 5 aprile 2022.
| Squadra 1      | Risultato       | Squadra 2       |
| -------------- | --------------- | --------------- |
| 20 aprile 2022 |                 |                 |
| Pelister       | 0 - 1           | Sileks Kratovo  |
| Struga         | 0 - 0 (2-4 dtr) | Makedonija G.P. |

## Finale
| Arbitro: | Aleksandar Grujoski |

|                                            |                      |                                               |
| Adem Lichina Atanaskoski Popzlatanov Emini | Tiri di rigore 4 – 3 | Burhan Cvetanoski Rajkov Stojcevski Kalanoski |